# Dre Greenlaw
Keaundre Greenlaw (Conway, 25 maggio 1997) è un giocatore di football americano statunitense che milita nel ruolo di linebacker per i Denver Broncos della National Football League (NFL).

## Carriera professionistica

### San Francisco 49ers
Greenlaw fu scelto nel corso del quinto giro (148º assoluto) del Draft NFL 2019 dai San Francisco 49ers. Debuttò come professionista partendo come titolare nella gara del primo turno contro i Tampa Bay Buccaneers mettendo a segno 4 tackle. Nella settimana 10 contro i Seattle Seahawks nel Monday Night Football fece registrare il suo primo intercetto su Russell Wilson nella sconfitta per 27–24 ai tempi supplementari. La sua prima stagione si chiuse con 92 tackle, un sack e un intercetto, venendo inserito nella formazione ideale dei rookie della Pro Football Writers Association. Il 2 febbraio 2020 partì come titolare nel Super Bowl LIV in cui mise a segno 4 tackle ma i 49ers furono sconfitti per 31-20 dai Kansas City Chiefs.

### Denver Broncos
Il 10 marzo 2025 Greenlaw firmò un contratto triennale del valore di 35 milioni di dollari con i Denver Broncos.

## Palmarès

### Franchigia
- National Football Conference Championship: 2

San Francisco 49ers: 2019, 2023

### Individuale
- PFWA All-Rookie Team - 2019